# Блу Маунд (Тексас)
Блу Маунд (енгл. Blue Mound) град је у америчкој савезној држави Тексас. По попису становништва из 2010. у њему је живело 2.394 становника.

## Демографија
Према попису становништва из 2010. у граду је живело 2.394 становника, што је 6 (0,3%) становника више него 2000. године.
| Група             | 2000.         | 2010.         |
| Белци             | 1.581 (66,2%) | 1.082 (45,2%) |
| Афроамериканци    | 32 (1,3%)     | 45 (1,9%)     |
| Азијати           | 10 (0,4%)     | 32 (1,3%)     |
| Хиспаноамериканци | 725 (30,4%)   | 1.202 (50,2%) |
| Укупно            | 2.388         | 2.394         |